# アプサラス
アプサラス（Apsaras、梵: अप्सराः、Apsarāḥ、巴: Accharā）は、インド神話における水の精で、その名は「水の中で動くもの、雲の海に生きるもの」の意。天女とも称され、一説では乳海攪拌の時に生まれた存在という。『ラーマーヤナ』中ではアプサラー（Apsara）とも呼ばれる。『リグ・ヴェーダ』では海の精ともされる。神々の接待役として踊りを見せることを仕事とする。姿は自由自在に変えられるとされ、水鳥に変身することもあるが、一般には美しい女性の姿で現されることが多い。
天界の指示により、その妖艶な美貌を使って修行中の人間を誘惑して堕落させることもある。普通はガンダルヴァを配偶者にするが、人間の男性と結婚することもあるとされる。
また、後世には戦死者の霊をインドラの待つ天界へ運ぶ、北欧神話のワルキューレのような役目も担うといわれる。蓮女神ラクシュミーも、この一人である。

## ギャラリー

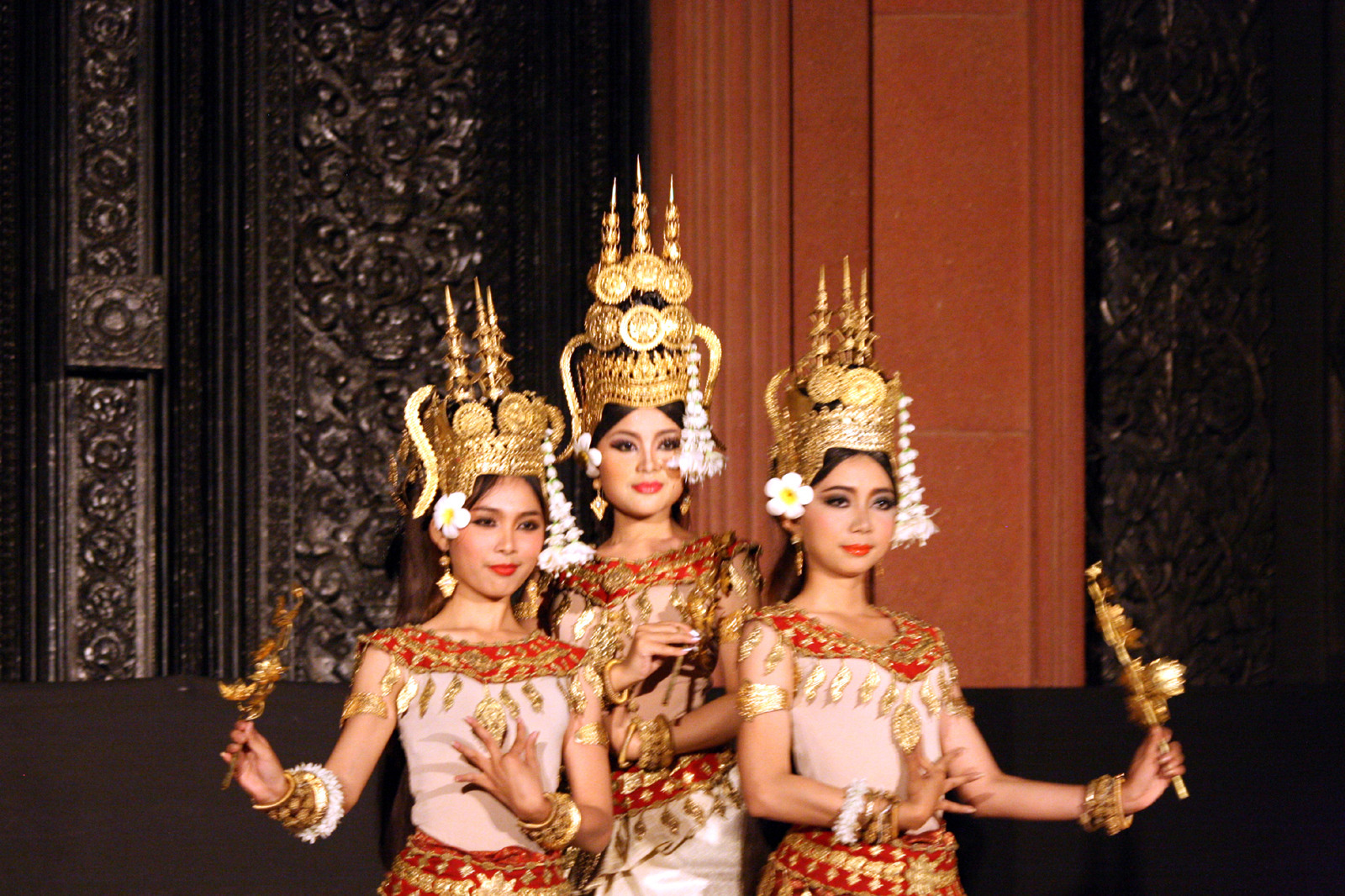
アプサラスの踊り子（カンボジア王立舞踏団）
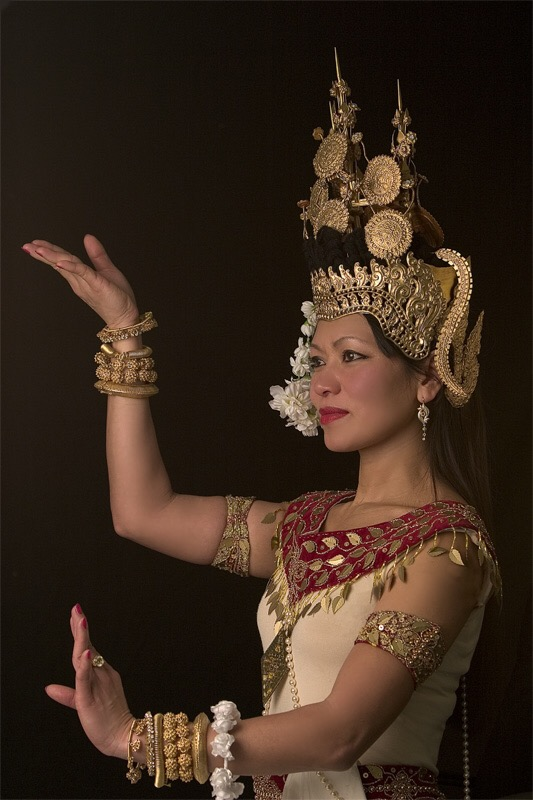
アプサラスの踊り子（カンボジア）
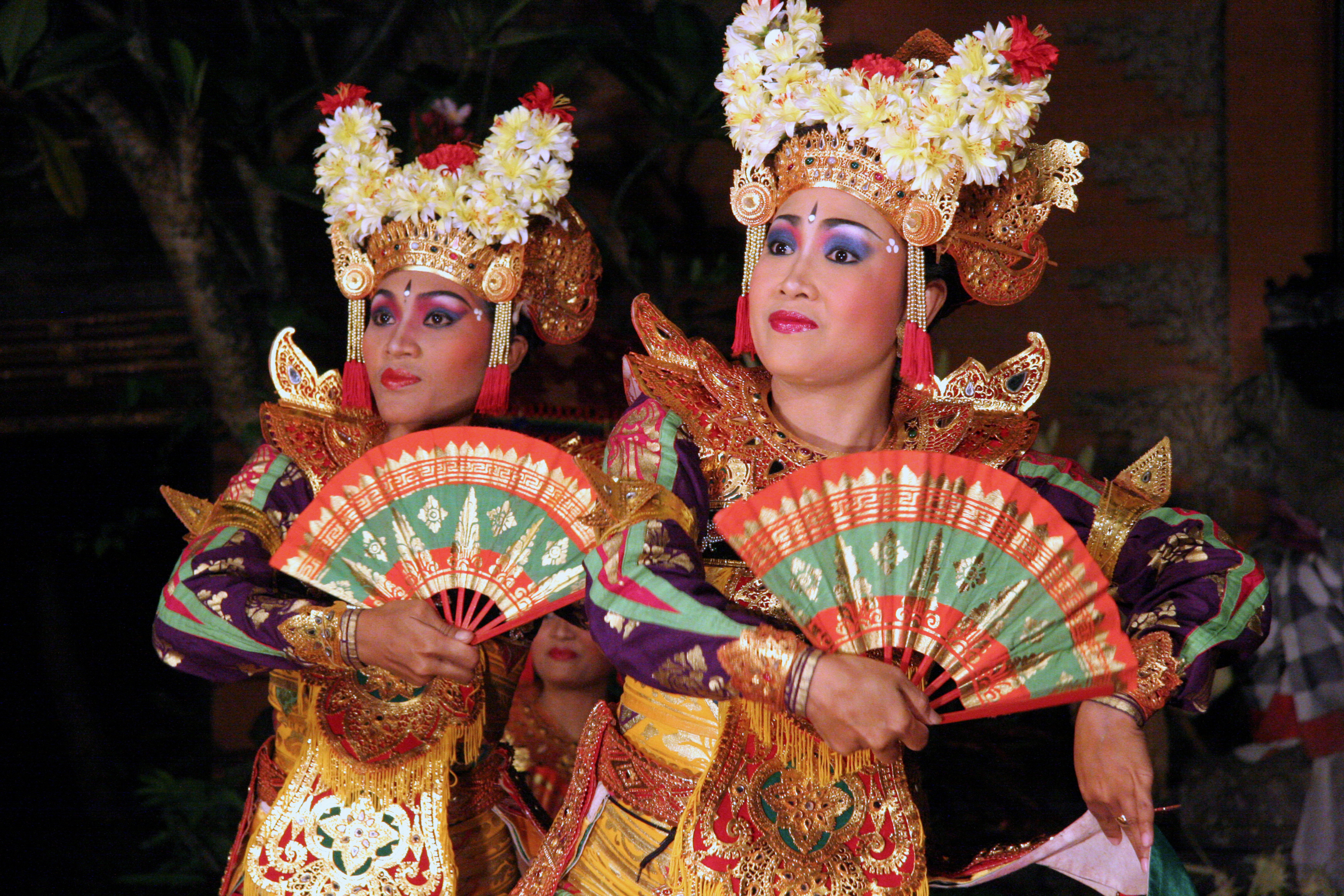
レゴンダンス（インドネシア・バリ島）
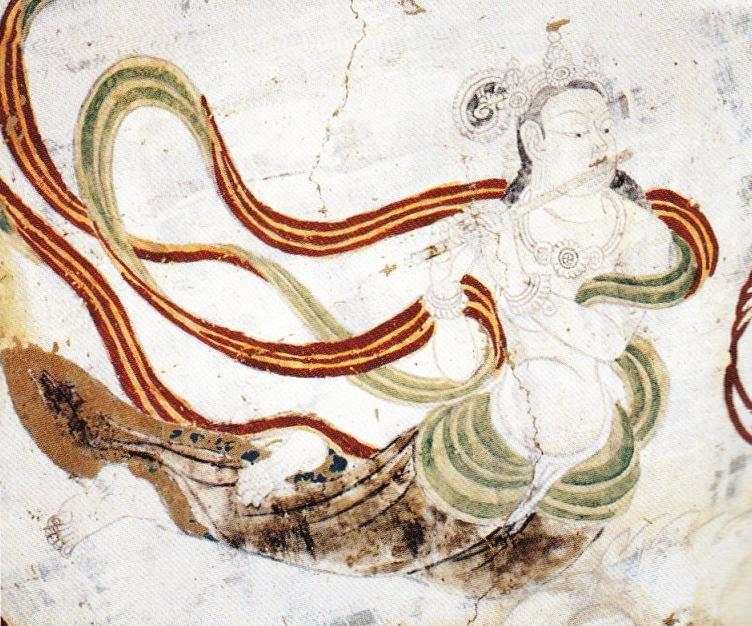
アプサラス（中国・楡林窟）